# Stedelijk Gymnasium ’s-Hertogenbosch
Das Stedelijk Gymnasium ’s-Hertogenbosch ist ein Gymnasium in der Stadt ’s-Hertogenbosch und gehört zu den ältesten Schulen der Niederlande. Es zählt zu den Kategorialgymnasien, die nach ihrem altsprachlichen Profil die Schüler auswählen können. Der Träger ist eine Stiftung Openbare Stichting Zelfstandige Gymnasia (OSZG).

## Geschichte
Die Lateinschule wurde zuerst 1274 erwähnt. Sie gehörte zum Kapitel der Johanniskirche. Die Jesuiten übernahmen 1609 die Lateinschule. Nach der Belagerung der Stadt 1629 ging die Schule an den städtischen Magistrat, der die Reformation einführte. In der Zeit des napoleonischen Königreich Holland wurden moderne Fächer wie Geschichte und Geografie eingeführt. in den folgenden Jahrzehnten lag die Schülerzahl unter 20. 1847 erhielt die Schule den Namen Gymnasium, 1848 wurde das Stedelijk Gymnasium ’s-Hertogenbosch eröffnet, das wie andere Schulen zwei Zweige hatte: einen universitätsvorbereitenden von sechs Jahren Dauer und einen realistischen von drei Jahren Dauer, ab 1854 vier Jahren. 1855 wurde ein neues Gebäude bezogen an der Westseite von Papenhulst. 1867 wurde der realistische Zweig als Hogere Burgerschool abgetrennt. Für das verbleibende Gymnasium blieben nur 18 Schüler übrig, denen ein kleineres Gebäude ausreichte, das 1880 in der Nachtegaalslaantje bereitstand. 1923 gab es 89 Schüler, darunter nun auch Mädchen. Das Gymnasium musste noch zweimal umziehen, bevor im Schuljahr 2002/03 das jetzige Gebäude am Mercatorplein bezogen wurde.
Das Curriculum des Gymnasiums in der niederländischen Schulform des vwo (voorbereidend wetenschappelijk onderwijs) entspricht dem des hochschulvorbereitenden Atheneums mit einem obligatorischen Zusatz in Latein und Griechisch.

## Bekannte Absolventen
- Desiderius Erasmus († 1536), Humanist, Philosoph
- Georgius Macropedius (1487–1558), Humanist
- Gerardus Mercator (1512–1594), Kartograph
- Leon de Winter (* 1954), Schriftsteller